# Eleição presidencial no Brasil em 1965
A eleição presidencial brasileira de 1965 seria a décima-nona eleição presidencial e a décima-sexta direta se tivesse ocorrido. Estava prevista para o dia 3 de outubro e não foi realizada devido a manobras dos militares do golpe de 1 de abril de 1964, que visavam a continuação do Exército no poder, prorrogando o governo de Castelo Branco. Até aquele momento, haviam se apresentado cinco candidatos oficialmente.

## Contexto histórico
Eleito pelo parlamento em 11 de abril de 1964, por ampla maioria de votos parlamentares, derrotando outros dois candidatos, nove dias após o congresso ter manifesto vago o cargo de presidente, o governo Castelo Branco editou em 27 de outubro de 1965 o Ato Institucional n.º 2, que, dentre outras determinações, prorrogou as eleições de 1965 para 1966 e definiu que o próximo presidente do país seria escolhido pelo Congresso Nacional - e com no máximo dois candidatos. Sendo assim, Castelo Branco, que deveria governar provisoriamente até 31 de janeiro de 1966, prorrogou seu mandato até 15 de março de 1967, quando o general Costa e Silva, eleito indiretamente em 3 de outubro de 1966, o substituiu.

## Candidatos
Havia cinco pré-candidaturas: o ex-presidente Juscelino Kubitschek com o slogan "JK-65, a vez da agricultura", o governador da Guanabara Carlos Lacerda, o ex-governador do Rio Grande do Sul Leonel Brizola, o ex-presidente Jânio Quadros e o então governador de Pernambuco Miguel Arraes. Todas as candidaturas foram abortadas, e a eleição nunca ocorreu.Também se cogitou no nome do comunicador Alziro Zarur, que organizava o então Partido da Boa Vontade (PBV), que também se desarticulou após 1965.